# Hans Rebel
Hans Rebel (Hietzing, 2 september 1861– Wenen, 19 mei 1940) was een Oostenrijks entomoloog. Hij studeerde rechten aan de Universiteit van Wenen en werd advocaat, maar hij heeft dit beroep niet lang uitgeoefend. Hij besteedde zijn vrije tijd aan de studie van Lepidoptera en in 1893 werd hij assistent aan het Naturhistorisches Hofmuseum in Wenen; tegelijk ging hij zoölogie studeren aan de universiteit, en behaalde er een doctoraat. Hij volgde Alois Friedrich Rogenhofer in 1897 op als curator van de afdeling vlinders van het museum. In 1923 werd hij directeur van de zoölogische afdeling van het museum en van 1925 tot 1932 was hij algemeen directeur van het museum. Hij breidde de Lepidoptera-collectie van het museum aanzienlijk uit en publiceerde rond de 300 artikels. Een belangrijk werk was de Catalog der Lepidopteren des palaearctischen Faunengebietes, de catalogus van Palearctische lepidoptera die hij samen met Otto Staudinger opstelde.